# Topple Tower

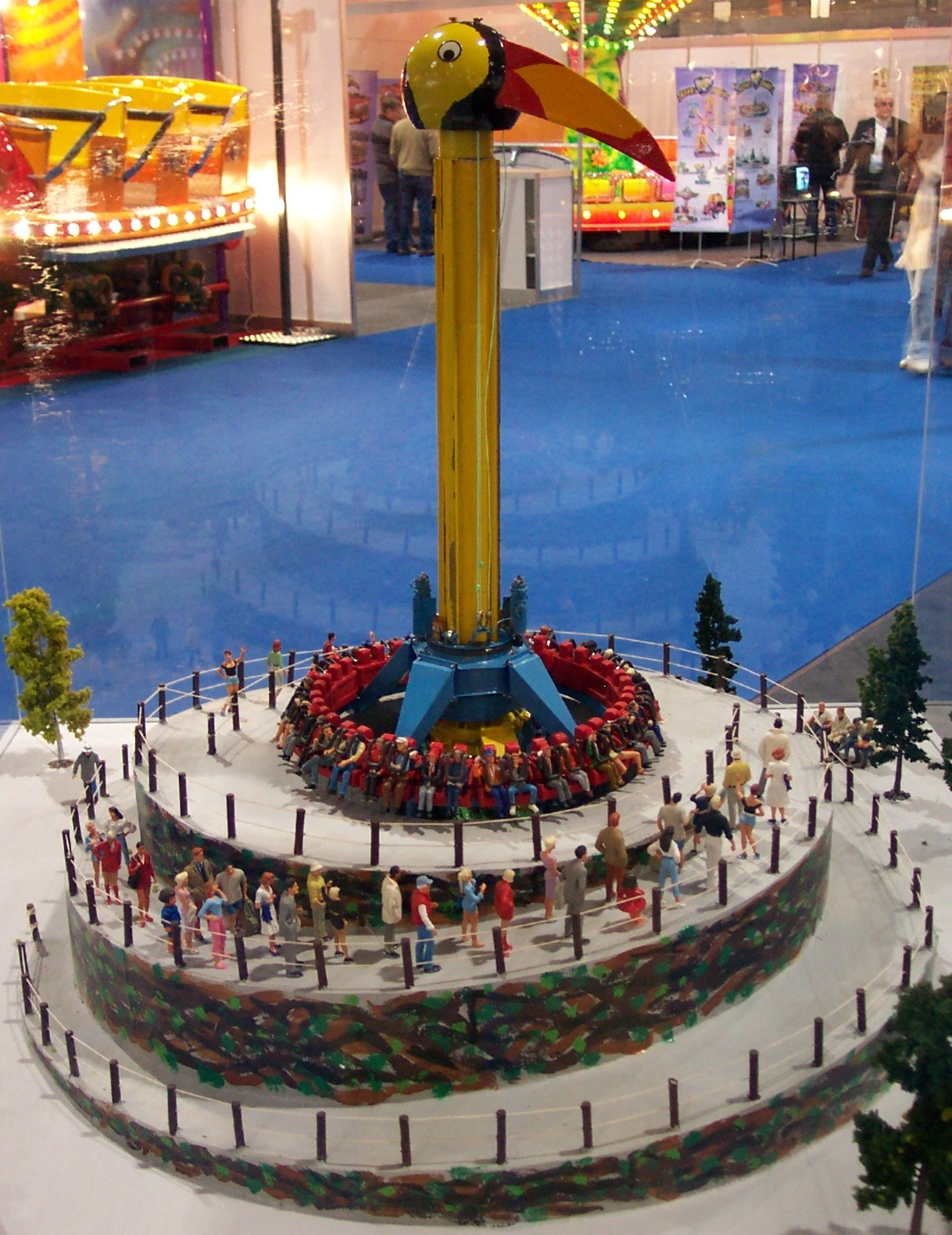
Maquette présente à l'Euro Amusement Show, sur le stand Huss Rides, 2005.

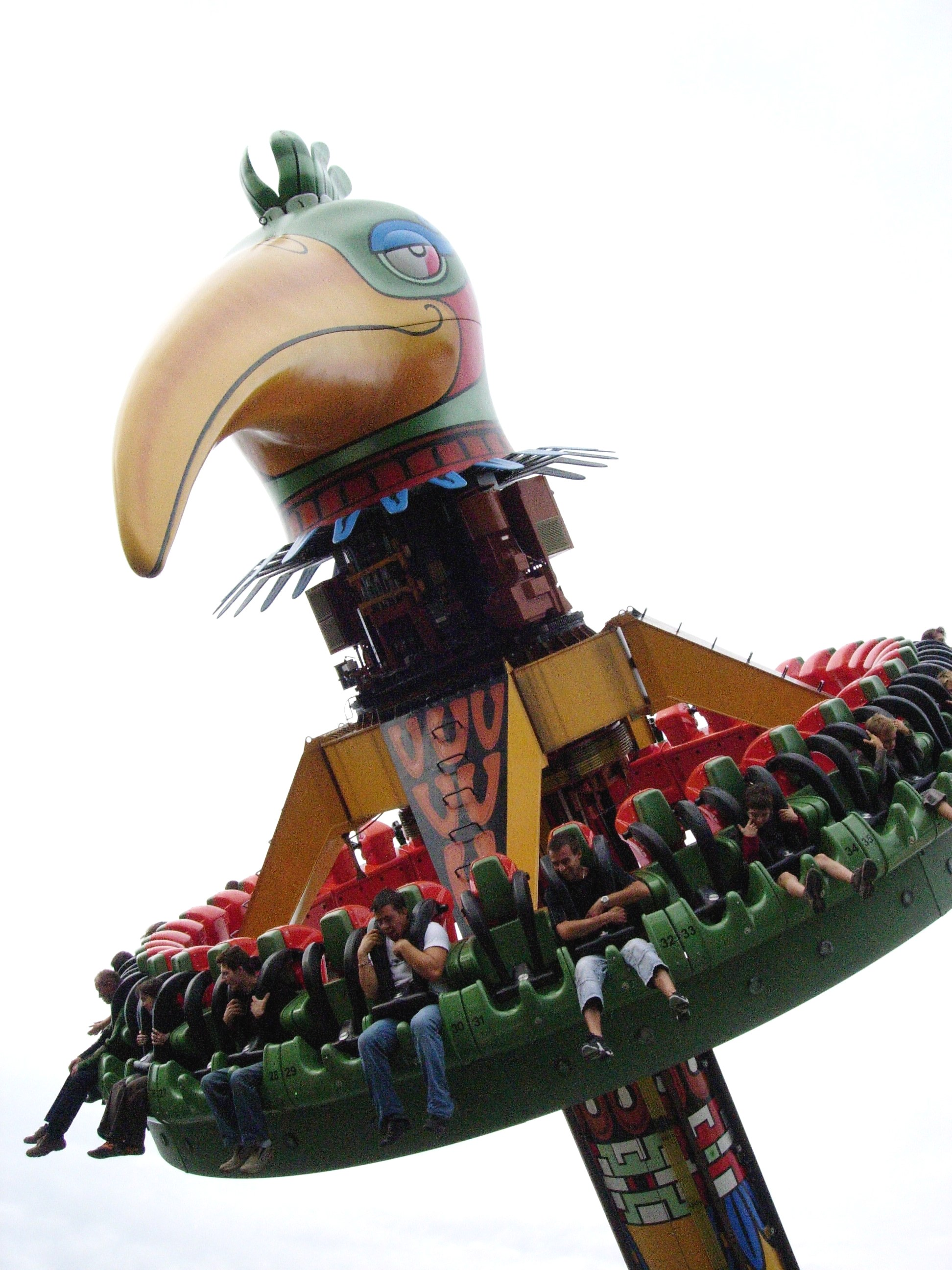
El Volador à Bellewaerde.

Topple Tower est le nom commercial d'une attraction conçue et vendue par la société Huss Park Attractions, principalement utilisée dans les parcs d'attractions. L'attraction fut conçue dans les années 1990 mais la première version publique ouvre en 2005 à Bellewaerde, en Belgique.

## Concept et opération
Avec une base de 9 mètres de diamètre, l'attraction consiste en un mât vertical de 18 mètres autour duquel tourne une nacelle circulaire embarquant quarante personnes. Les passagers sont placés de façon à regarder l'extérieur de l'attraction. Lorsque le déroulement de l'attraction commence, la nacelle grimpe en haut du mât et tourne jusqu'à atteindre une vitesse de 9 à 11 tours par minute. C'est à ce moment que le mât entame une oscillation jusqu'à 55°. Sa capacité théorique est de 1 000 passagers par heure.
Techniquement, l'attraction se base sur les principes des manèges rotatifs, des tours de chute libre et des pendules.

## Attractions de ce type
- Belgique - El Volador à Bellewaerde, en 2005.
- Canada - Topple Tower au Marineland de 2007 à 2011.
- Chine - Adventure Jungle à Mysterious Island en 2007.
- Danemark - Ørnen à Djurs Sommerland de 2006 à 2018.
- États-Unis - Timber Tower à Dollywood de 2006 à 2012.
- France - Tang'Or à Walygator Parc de 2005 à 2010[3] (2013 : tentatives infructueuses de réparations. 2014 : démonté. 2015 : relocalisé à Dragon Park, Viêt Nam).
- Viêt Nam - Crazy Crane à Dragon Park (en) en 2017 (relocalisé de Walygator Parc).

## Litiges et déconvenues
Les six modèles de l'attraction décrivent tous les mêmes problèmes de fonctionnement, avec notamment la panne la plus courante : la nacelle reste figée en haut du mat par mesure de sécurité alors qu'aucun problème apparent ne devrait enclencher la procédure automatisée. Le constructeur semble également avoir quelques déconvenues avec son produit. Un article fait écho des problèmes rencontrés momentanément à Dollywood en 2007. Quatre ans plus tard, Dollywood préfère jouer la transparence et annonce à l'entrée de son attraction : « Nous regrettons de vous informer que Timber Tower ne sera pas opérationnel durant la saison 2011. Nous sommes actuellement en différend contractuel avec le constructeur de l'attraction, Huss ». Pete Owens représentant de Dollywood, lors d'une interview ajoute que le problème impliquerait le fonctionnement de l'attraction.
Dollywood retire finalement son Topple Tower du parc juste avant la saison 2012. Quant à celui du Marineland, il est fermé toute la saison. Le parc Walygator retire quant à lui Tang'Or au début de la saison 2014, après avoir pourtant tenté de la remettre en fonction au début de la saison 2013.